# Scotty Robertson
Scotty Robertson, né le 1er février 1930, à Fort Smith, en Arkansas et mort le 18 août 2011, à Ruston, en Louisiane, est un joueur et entraîneur américain de basket-ball.